# Мансуров, Яков Давыдович
Мансуров, Яков Давыдович — сын боярский, постельничий (с 1514 года) на службе у великого князя московского Василия III. Старший из двоих сыновей Давыда Гавриловича Мансурова, брат Тимофея Давыдовича, имел сыновей Никифора и Ивана.
Участвовал в походе на Смоленск в 1514 года. В делах о предполагаемой беременности бывшей царицы Соломонии Сабуровой без указания имени упоминается его жена, которой якобы Соломония говорила о своей беременности.
Включен в синодик Ивана Грозного.